# Mythimna coronilla
Mythimna coronilla là một loài bướm đêm trong họ Noctuidae.